# Teun Roothart
Teunis (Teun) Roothart (Eemnes, 15 juli 1922 – Naarden, 19 januari 1982) was een Nederlandse keramist en schilder.

## Leven en werk
Roothart was een zoon van Jan Roothart, winkelier, en Johanna Cornelia Beitler. Hij werd opgeleid aan de Gooische Academie en was leerling van onder anderen Gerard van Wijland. Hij had een eigen atelier in een oude school in Kortenhoef. Vanaf 1955 woonde hij in Naarden, waar hij een winkeltje had aan de Turfpoortstraat in Naarden. Om in zijn onderhoud te kunnen voorzien, werkte hij ook als tekenaar in een fabriek. Hij maakte keramische plastieken voor onder meer een zorgcentrum in Muiderberg en de brandweer in Kortenhoef. 
Hij was lid van de Beroepsvereniging van Beeldende Kunstenaars, het Amersfoortse kunstenaarscollectief De Ploegh en de Vereeniging van Beeldende Kunstenaars Laren-Blaricum.
Roothart overleed in 1982, op 59-jarige leeftijd.

## Voorbeelden van zijn werk

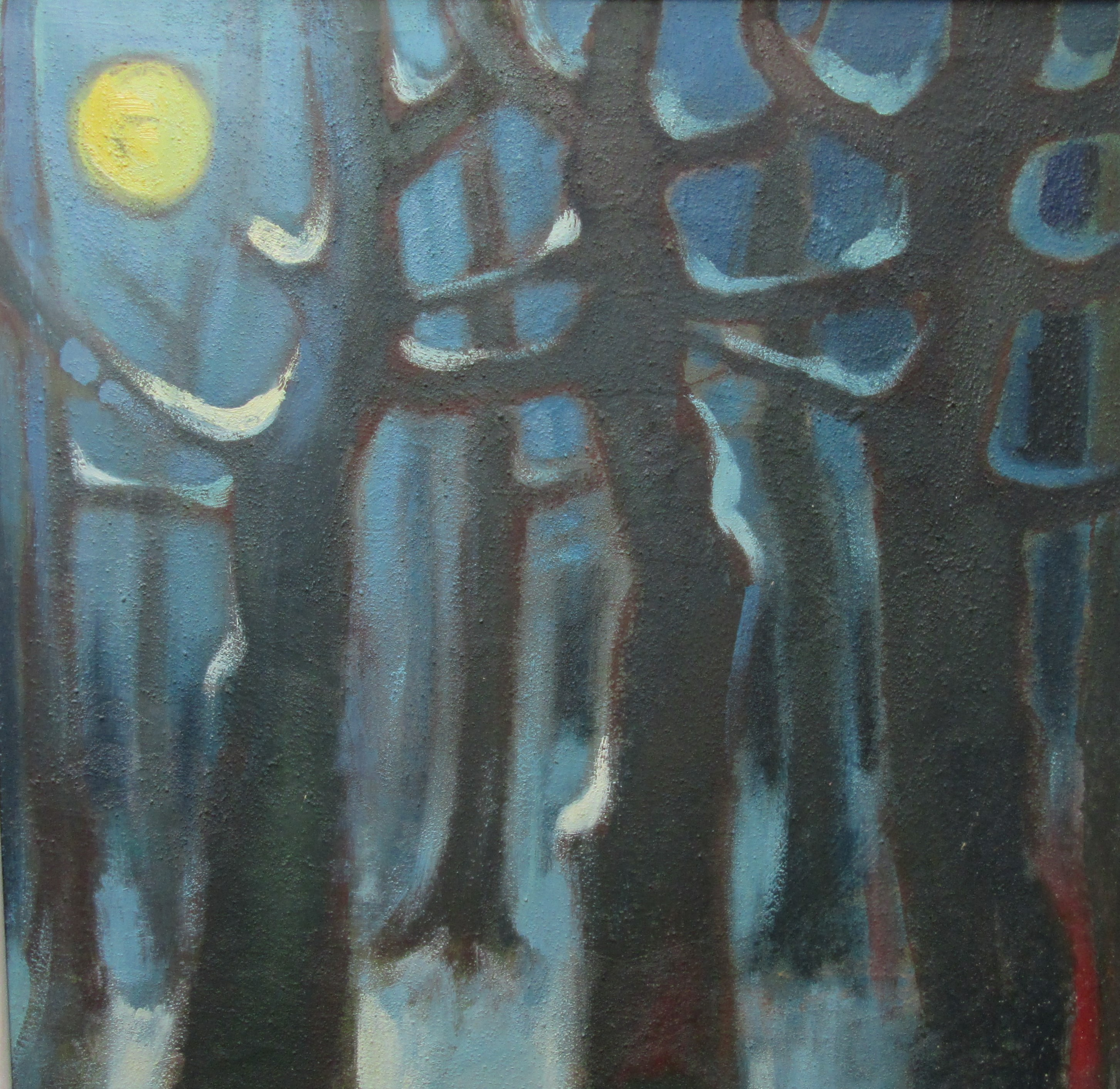
Winters bos, olieverf op doek, 80x80 cm
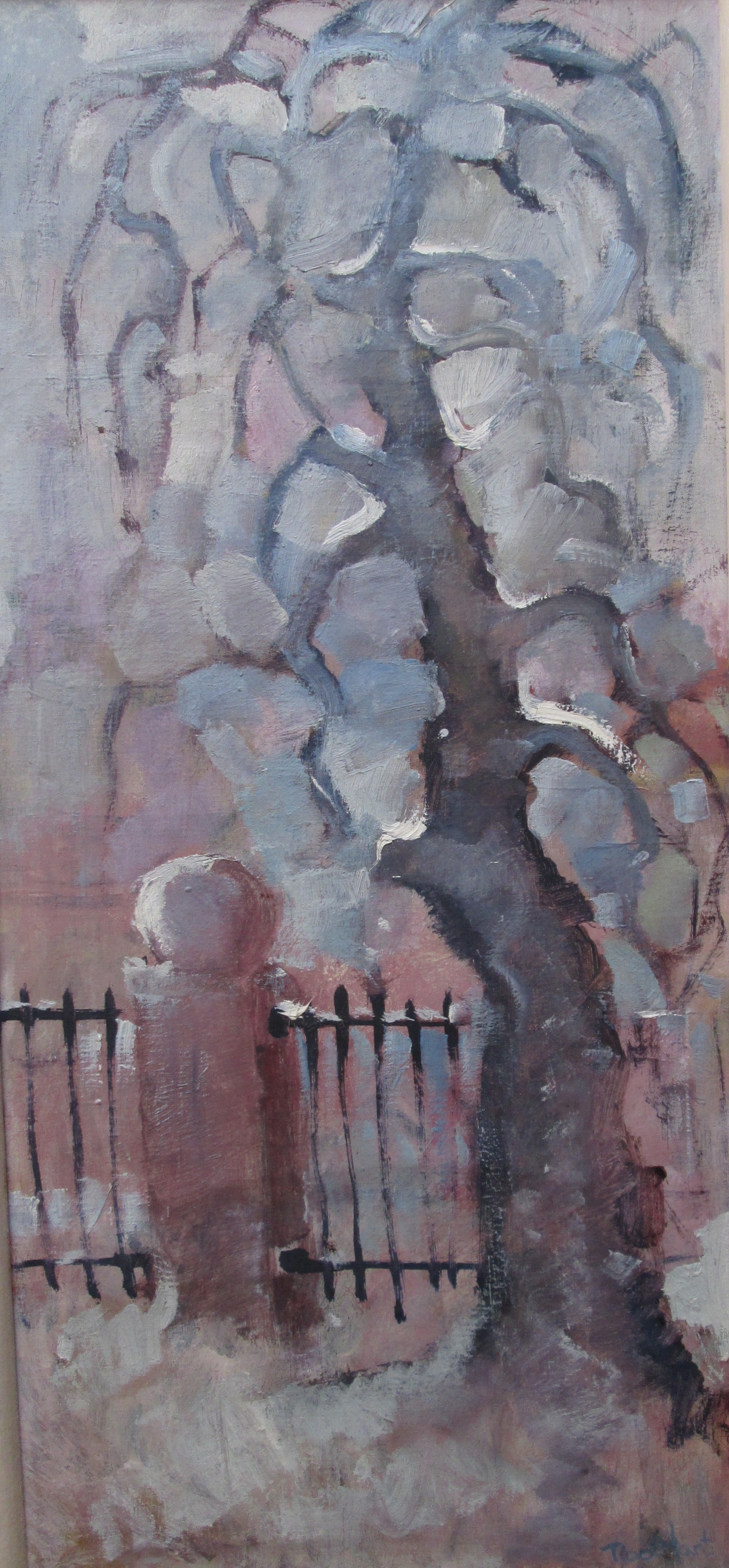
Winter, olieverf op doek, 85x40 cm
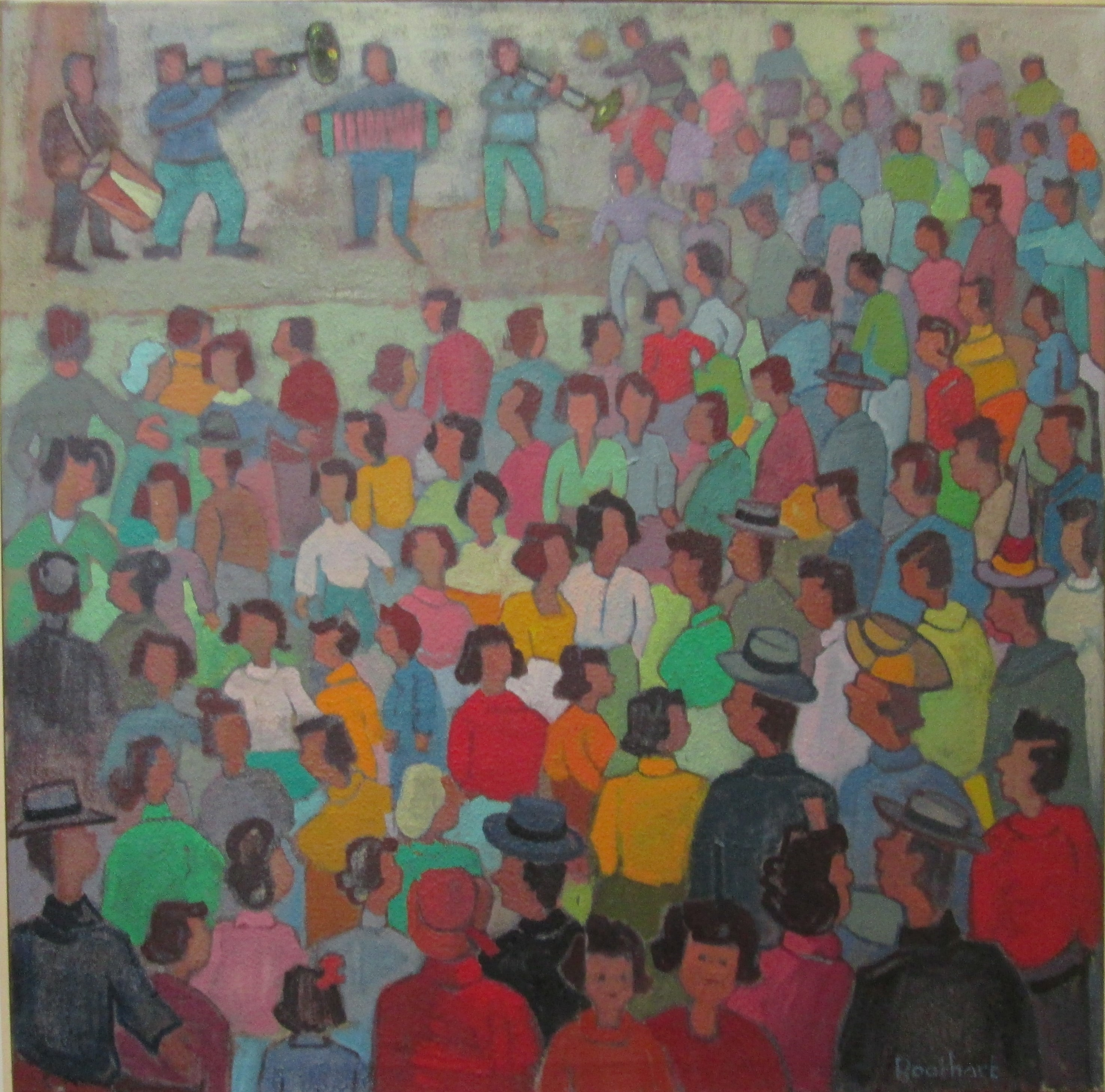
Feest, olieverf op doek, 80x80 cm
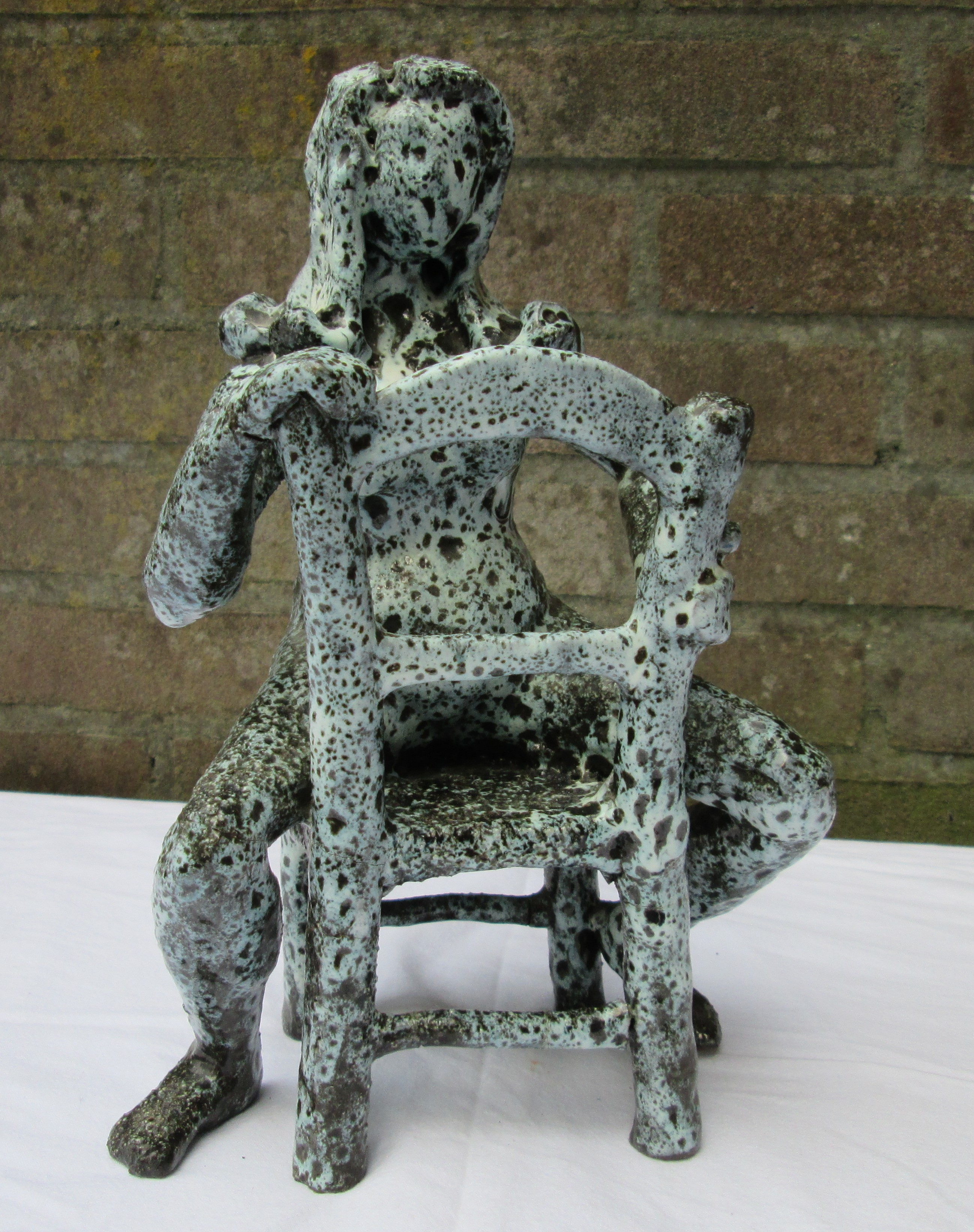
Zittende vrouw, keramiek, 17x12x27 cm
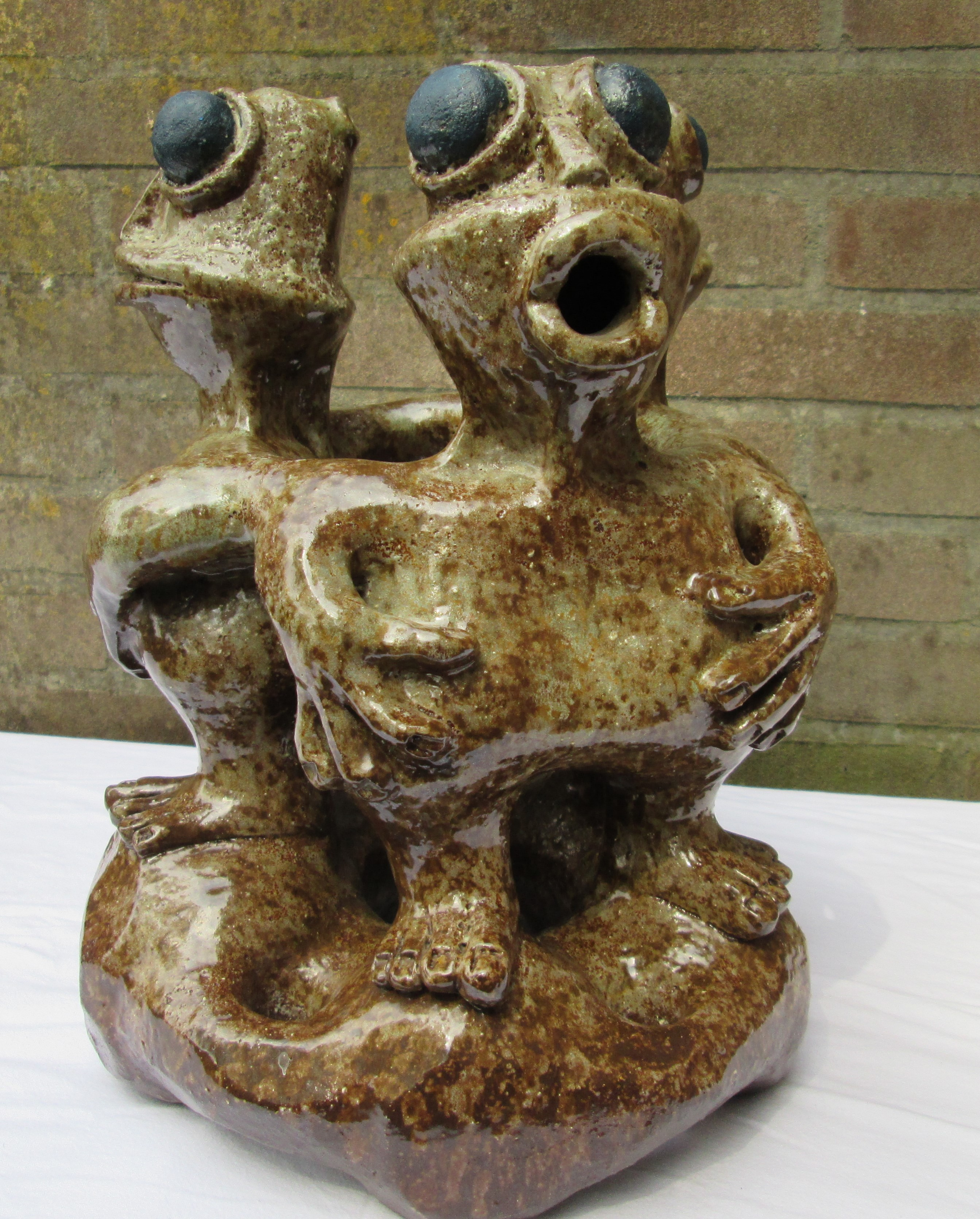
Ruimtewezens, keramiek, 25x25x36 cm
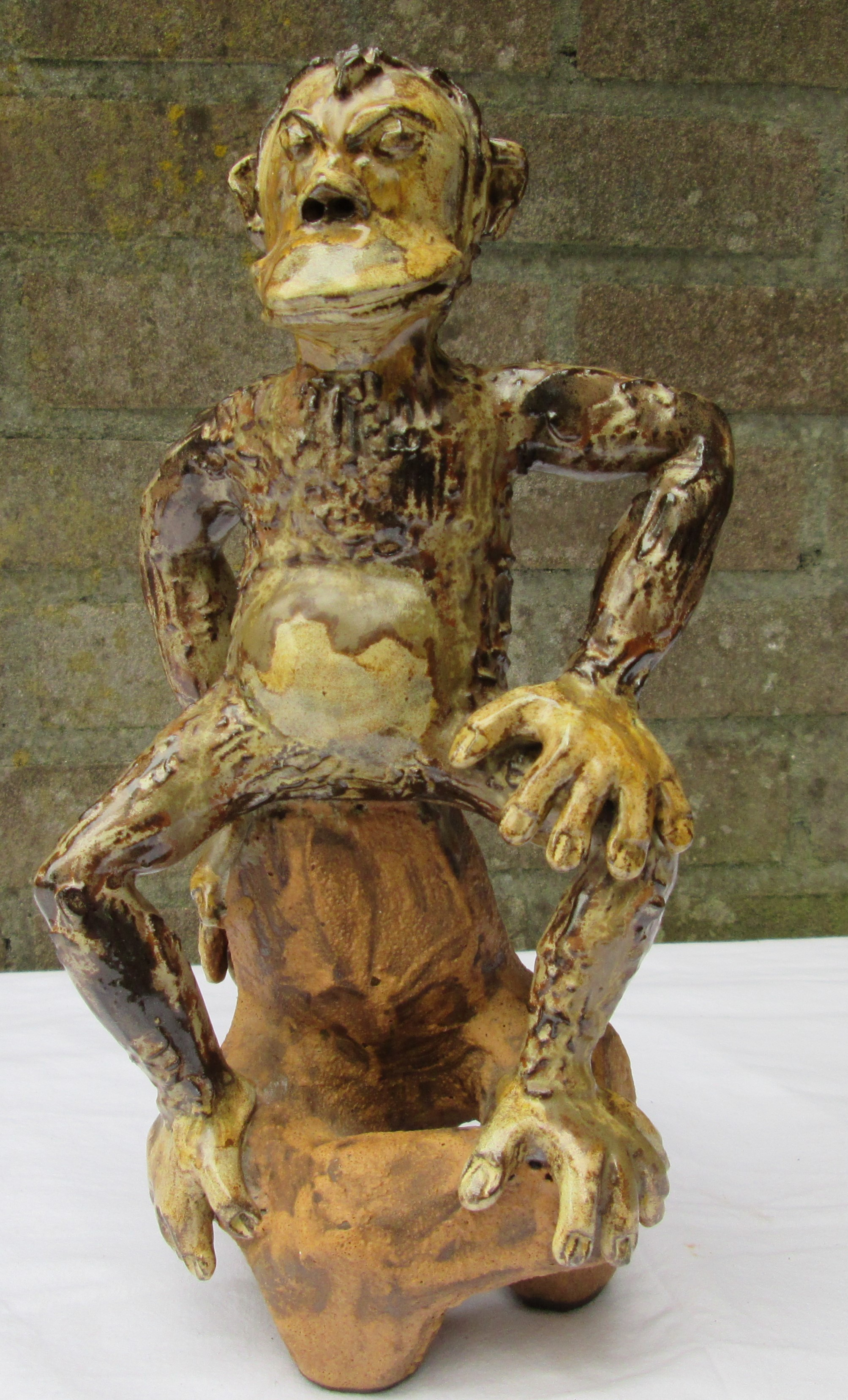
Aapje, keramiek, 15x10x30 cm